# Медяник, Яков Прокофьевич
Яков Прокофьевич Медяник — советский деятель госбезопасности, генерал-майор.

## Биография
Родился в 1916 году в Полтавской губернии. Член КПСС.
С 1937 года — на военной службе и оперативной работе. 
В 1937—1987 гг. — красноармеец, оперативный сотрудник органов государственной безопасности, 
- Заместитель начальника отделения УНКГБ по Приморскому краю;
- Резидент КГБ в Тель-Авиве (1954 – 1959 г.),(сентябрь 1966 – 1967 г.);[1][2]
- Резидент КГБ в Кабуле (1959 – 1962 г.);
- Начальник 8-го отдела ПГУ(Неарабские страны Ближнего Востока) КГБ;
- Главный резидент КГБ в Дели (1970 – 1975 г.),[3]
- Заместитель начальника ПГУ КГБ СССР по Ближнему и Среднему Востоку и Африке (март 1975 – апрель 1987 г.).

В апреле 1987 г. уволен в отставку по возрасту.
Умер в Москве в 1996 году.

## В воспоминаниях современников
Человек живого ума, чрезвычайно общительный и испытывавший постоянную тягу к людям, он всегда был переполнен разнообразными идеями и предложениями, направленными на совершенствование нашей работы. От долгой службы сначала в пограничных войсках, а затем в разведке в его памяти сохранилась масса воспоминаний об интересных людях, событиях, ситуациях. Если бы он решился на написание мемуаров, это было бы увлекательное чтение.
В характере начальников всех рангов редко гармонично уживаются деловая хватка, доброта и любовь к людям, а в Медянике все это сочеталось самым естественным образом. Поэтому ему без колебаний вверялись судьбы людей и руководство большими коллективами. После возвращения из Израиля и работы в Центре Яков Прокофьевич возглавлял резидентуру в Афганистане (во времена королевского режима), потом — ближневосточный отдел ПГУ, а затем был резидентом в Индии, после чего много лет занимал должность заместителя начальника разведки по району Ближнего Востока и Африке.
Медянику всегда удавалось договориться с самым трудным собеседником, и отказать ему в его просьбе было невозможно. Начинал он обычно так: «Я ведь хохол, значит, человек хитрый и все равно вас обману». И он действительно в одном месте заполучал нужного ему работника, в другом — средства на финансирование какого-либо мероприятия и тому подобное. Любил он застолье, такое, чтобы можно было попеть и повеселиться от души, поэтому, очевидно, и сохранил до преклонных лет светлый ум, интерес к жизни и удивительное обаяние
— В. А. Кирпиченко. «Разведка: Лица и личности»